# 70 Virginis

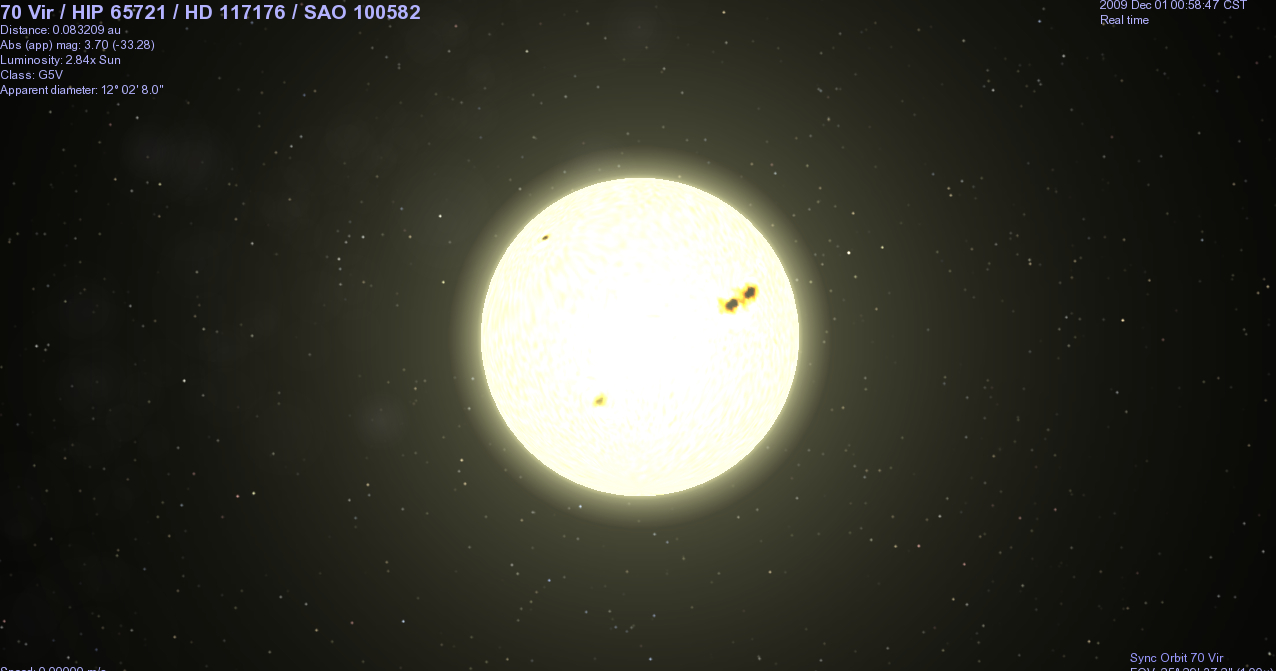
70 Virginis așa cum este văzută în programul Celestia

70 Virginis este o stea pitică galbenă care se află la cca. 58 de ani-lumină distanță de Pământ, în constelația Fecioara. 70 Virginis nu este la fel de mare sau de caldă ca Soarele Pământului.
În 1996, s-a descoperit că 70 Virginis are o planetă extrasolară care se rotește în jurul acesteia. Există, de asemenea, un disc de praf care orbitează în jurul stelei. Temperatura discului este de 156 K și se află la aproximativ 3,4 UA de stea.